# Opera Mini
Opera Mini er en gratis Java-baseret webbrowser til mobiltelefoner og der gør det muligt at vise hjemmesider som man ville se dem på computeren, dog understøtter opera mini i modsætning til en webbrowser på en computer ikke java eller flash.
Det der blandt andet adskiller Opera mini fra standard browsere i mobiltelefoner er det som Opera kalder mini technology. Dette vil sige at i det sekund man indtaster den adresse man ønsker at besøge, komprimerer Operas servere internetsiden inden siden bliver vist på telefonen, hvilket resulterer i en billigere og hurtigere weboplevelse når man surfer på det mobile netværk da man henter mindre data end man ellers ville have gjort, havde det ikke været for komprimeringen.
Opera Mini bliver udviklet af det norske software firma Opera Software, og blev første udgang udgivet den 20. oktober 2005 i Danmark. Den seneste version er 5.0, som i en betaudgave blandt andre er tilgængelig til Android-baserede telefoner og til iPhone-familien.